# Dobra (Zgierz)
Pour les articles homonymes, voir Dobra.
Dobra (prononciation : [ˈdɔbra]) est une localité polonaise de la gmina de Stryków, située dans le powiat de Zgierz en voïvodie de Łódź.